# Behaviour (Pet Shop Boys)
Behaviour is het vierde studioalbum van de Pet Shop Boys. Het album is mede-geproduceerd door Harold Faltermeyer, bekend van de hit en titelsong van de Beverly Hills Cop films, Axel F, en is in 1990 uitgebracht op het Parlophone label van EMI.
Voor Behaviour wilden de Pet Shop Boys analoge synthesizergeluiden gebruiken. En hoewel het vooraf niet zo bedoeld was, was het resultaat het meest ingetogen Pet Shop Boys album tot nu toe. Echte hits ontbraken, en hoewel het album onder de fans als een van de beste wordt beschouwd, was het commercieel minder succesvol dan de voorgangers.

## Tracks
1. Being boring (06:49)
2. This must be the place I waited years to leave (05:30)
3. To face the truth (05:33)
4. How can you expect to be taken seriously? (03:56)
5. Only the wind (04:18)
6. My October symphony (05:17)
7. So hard (03:58)
8. Nervously (04:06)
9. The end of the world (04:43)
10. Jealousy (04:47)

## Singles
Van het album werden de volgende singles uitgebracht:
- So hard (24 september 1990)
- Being boring (12 november 1990)
- Where the streets have no name (I can't take my eyes off you) / How can you expect to be taken seriously? (11 maart 1991)
- Jealousy (28 mei 1991)

## Speciale uitgave
In Japan werd in beperkte oplage een speciale versie van het album uitgebracht. De verpakking bestond uit een met wit fluweel beklede box met gouden opdruk. De box bevatte naast het reguliere album een extra fotoboekje van 22 pagina's en een 3-inch cd-single met drie extra tracks:
1. Miserablism (04:11)
2. Bet she's not your girlfriend (04:26)
3. This must be the place I waited years to leave (extended mix) (09:30)

De versie van This must be the place I waited years to leave is alleen op deze cd-single te vinden. Deze uitgave is een gezocht collector's item.

## Heruitgaven

### 4 juni 2001
In 2001 werd het album geremasterd en op 4 juni in dat jaar opnieuw uitgebracht als een dubbel-cd (Parlophone 7243 5 30513 2 7 (EMI) / EAN 0724353051327). De eerste cd is het originele album. De tweede, getiteld Further listening 1990-1991, bevat nummers en mixen uit dezelfde periode als het album, die deels voor het eerst op cd verschenen of zelfs nog niet eerder waren uitgebracht.
Het artwork van de voorkant van het album is gebaseerd op de originele release. De achterkant werd geheel opnieuw ontworpen.
De tracks op de tweede cd zijn:
1. It must be obvious (04:26)
2. So hard (extended dance mix) (06:38)
3. Miserablism (04:07)
4. Being boring (extended mix) (10:40)
5. Bet she's not your girlfriend (04:30)
6. We all feel better in the dark (06:48)
7. Where the streets have no name (can't take my eyes off you) (extended mix) (06:46)
8. Jealousy (extended version) (07:58)
9. Generic jingle (00:14)
10. DJ culture (extended mix) (06:53)
11. Was it worth it? (twelve-inch mix) (07:15)
12. Music for boys (ambient mix) (06:13)
13. DJ culture (seven-inch mix) (04:26)

### 13 februari 2009
Op 13 februari 2009 is het oorspronkelijke album opnieuw uitgebracht, als budget-release (EMI 2682922 (EMI) / EAN 5099926829227). Deze uitgave bestaat uit de eerste cd van de geremasterde release uit 2001. Het artwork, inclusief de achterkant, is het originele cd artwork.

## Trivia
- Het album werd ook uitgebracht in de Verenigde Staten en heette daar Behavior (Amerikaanse spelling).
- Het orkest in de nummers This must be the place I waited years to leave en Only the wind is gearrangeerd en gedirigeerd door Angelo Badalamenti.
- Het nummer This must be the place I waited years to leave werd oorspronkelijk geschreven door de Pet Shop Boys omdat zij in de veronderstelling waren gevraagd te worden voor het schrijven van de titeltrack van de James Bond-film The living daylights. Zij werden echter niet gevraagd; de eer ging naar a-ha.
- De B-kant Bet she's not your girlfriend was oorspronkelijk als albumtrack bedoeld, maar werd op het laatste moment vervangen door The end of the world.
- Op de nummers This must be the place I waited years to leave en Only the wind worden de Pet Shop Boys op gitaar bijgestaan door Johnny Marr van The Smiths. Het is niet de enige samenwerking met Marr. Zanger Neil Tennant verzorgde in 1989 de achtergrondzang in het nummer Getting away with it van Marrs band Electronic. In 1991 werkten Neil en Chris mee aan het nummer The patience of a saint en in 1992 verzorgde Neil de leadzang op de Electronic-single Disappointed. Marr verleende in 2002 zijn medewerking aan het Pet Shop Boys-album Release.
- Het nummer Jealousy was het eerste nummer dat de Pet Shop Boys ooit samen schreven begin jaren 80.
- De derde single van het album was een dubbele A-kant. De eerste A-kant was een covermedley van twee nummers: Where the streets have no name van U2 en Can't take my eyes off you van Franki Valli. De tweede A-kant was een remix van How can you expect to be taken seriously?, een nummer van Behaviour. Van beide nummers zijn videoclips gemaakt. De nummers zijn in Frankrijk en de Verenigde Staten als twee separate singles uitgebracht.